# Episodi di Devious Maids - Panni sporchi a Beverly Hills (quarta stagione)
La quarta e ultima stagione della serie televisiva Devious Maids - Panni sporchi a Beverly Hills è stata trasmessa in prima visione assoluta sul canale statunitense Lifetime, dal 6 giugno all'8 agosto 2016.
In Italia è stata trasmessa dal 13 novembre 2016 al 22 gennaio 2017 su Comedy Central.
| nº | Titolo originale           | Titolo italiano        | Prima TV USA   | Prima TV Italia  |
| -- | -------------------------- | ---------------------- | -------------- | ---------------- |
| 1  | Once More Unto the Bleach  | Una visita inaspettata | 6 giugno 2016  | 13 novembre 2016 |
| 2  | Another One Wipes the Dust | Confessione            | 13 giugno 2016 | 20 novembre 2016 |
| 3  | War and Grease             | Guerra e pace          | 20 giugno 2016 | 27 novembre 2016 |
| 4  | Sweeping with the Enemy    | Il cerchio             | 27 giugno 2016 | 4 dicembre 2016  |
| 5  | A Time to Spill            | Intrighi sentimentali  | 4 luglio 2016  | 11 dicembre 2016 |
| 6  | The Maid Who Knew Too Much | Una madre delusa       | 11 luglio 2016 | 18 dicembre 2016 |
| 7  | Blood, Sweat, and Smears   | Di nuovo amiche        | 18 luglio 2016 | 1º gennaio 2017  |
| 8  | I Saw the Shine            | Ritorno a casa         | 25 luglio 2016 | 8 gennaio 2017   |
| 9  | Much Ado About Buffing     | Scheletri nell'armadio | 1º agosto 2016 | 15 gennaio 2017  |
| 10 | Grime and Punishment       | Giustizia              | 8 agosto 2016  | 22 gennaio 2017  |

## Una visita inaspettata
- Titolo originale: Once More Unto the Bleach
- Diretto da: David Warren
- Scritto da: Brian Tanen

### Trama
Sei mesi dopo l'esplosione, alcune cose sono cambiate. Marisol inizia la realizzazione del film tratto dal suo libro, con Eva Longoria e Peri Westmore nel cast, che creano qualche problema. Rosie inizia a lavorare per Genevieve, la quale non sembra gradirla molto. Carmen deve fare i conti con l'arrivo di un ospite inaspettato, che potrebbe cambiarle la vita per sempre. Zoila è distrutta dagli ultimi avvenimenti, e decide di fare un cambiamento importante. Nel frattempo, Peri continua a mentire a Spence, ed Evelyn sogna di raggiungere i propri scopi. Dopo aver visto qualcosa che non avrebbe dovuto vedere, qualcuno viene ucciso brutalmente in circostanze misteriose, sconvolgendo alcune vite.

## Confessione
- Titolo originale: Another One Wipes the Dust
- Diretto da: David Warren
- Scritto da: Curtis Kheel

### Trama
Rosie si ritrova coinvolta nell'ultimo omicidio a Beverly Hills. Marisol fa una strana scoperta riguardante Genevieve. Carmen inizia a essere preoccupata quando nota che Daniela è fuori controllo. Nel frattempo, Zoila si sente a disagio riguardo al rapporto tra il suo vicino Kyle e sua madre, che è un po' troppo stretto. La voglia di Evelyn di separarsi da Adrian, le fa toccare il fondo. 

## Guerra e pace
- Titolo originale: War and Grease
- Diretto da: Mary Lou Belli
- Scritto da: Davah Avena

### Trama
Genevieve inizia una guerra contro Marisol, a causa di Peter. Carmen cerca di stringere amicizia con Daniela, ma con fatica. L'amicizia tra Zoila e Frances continua a costruirsi. Adrian taglia i fondi di Evelyn, e le causa dei problemi. Nel frattempo, Rosie e Jesse hanno un nuovo visitatore da affrontare.

## Il cerchio
- Titolo originale: Sweeping with the Enemy
- Diretto da: Mary Lou Belli
- Scritto da: Ric Swartzlander

### Trama
Marisol si occupa della sua nuova coinquilina. Il rapporto tra Carmen e Daniela prende una svolta quando un ospite inaspettato arriva. Zoila va a un appuntamento al buio, e Genevieve si fa un nuovo amico. Alcuni sospetti di Rosie si rafforzano.

## Intrighi sentimentali
- Titolo originale: A Time to Spill
- Diretto da: David Grossman
- Scritto da: Sheila Lawrence

### Trama
Gli sforzi di Rosie per dimostrare l'innocenza di Spence la mettono a rischio. Dani cerca conforto da Jesse nella speranza di evitare Carmen. Marisol ha bisogno di un aiuto da Evelyn quando Peter la invita a un evento importante. Zoila fa di tutto per rendere Kyle geloso. Il rapporto tra Genevieve e Fabian prende una piega inaspettata.

## Una madre delusa
- Titolo originale: The Maid Who Knew Too Much
- Diretto da: David Grossman
- Scritto da: Jessica Kivnik e David Grubstick

### Trama
Rosie chiede aiuto a Genevieve per indagare sull'omicidio, ma più vicino si arriva alla verità, più pericolose possono essere le conseguenze. Marisol discute con il nuovo regista del suo film. Carmen finge di essere Daniela a un provino per un video musicale. Kyle è finalmente costretto a scegliere tra Zoila e sua madre. Evelyn inizia a uscire con un nuovo uomo.

## Di nuovo amiche
- Titolo originale: Blood, Sweat, and Smears
- Diretto da: Elodie Keene
- Scritto da: Davah Avena e Amelia Sims

### Trama
Rosie scopre un segreto di Peri, mentre Evelyn sfrutta Carmen per ottenere ciò che vuole. Marisol deve fare i conti con l’assenza di Peter, nel frattempo Genevieve fa di tutto per riuscire a ottenere le attenzioni di Zoila. Intanto Carmen si ritrova coinvolta in un nuovo rapporto sentimentale.

## Ritorno a casa
- Titolo originale: I Saw the Shine
- Diretto da: Elodie Keene
- Scritto da: David Grubstick

### Trama
Carmen si ritrova coinvolta suo malgrado in alcune torbide vicende dei Powell, mentre Genevieve si diverte a ficcare il naso nella vita di Marisol. Una confessione di Shannon, porta Rosie a un passo dallo scoprire l’identità del vero assassino, e Zoila e Kyle ricevono una sgradevole sorpresa.

## Scheletri nell'armadio
- Titolo originale: Much Ado About Buffing
- Diretto da: Victor Nelli, Jr.
- Scritto da: Curtis Kheel

### Trama
Marisol scopre un segreto del passato di Genevieve che le fornisce un indizio per trovare l'assassino. Zoila è impegnata a lavorare duramente per il suo nuovo capo esigente, ma aiuta anche Rosie a indagare sul cerchio. Dani sembra trovare un punto di incontro con Carmen, ma le sue motivazioni non sono così pure. Spence aiuta Rosie quando Miguel inizia a comportarsi male a scuola.

## Giustizia
- Titolo originale: Grime and Punishment
- Diretto da: Victor Nelli, Jr.
- Scritto da: Brian Tanen

### Trama
Dopo che Spence e Faccia da killer evadono dalla prigione, si nascondono nella vecchia casa di Kyle e di sua madre, mentre la polizia li cerca ininterrottamente. Adrian e Gail Fleming organizzano la loro festa di fidanzamento, ma Evelyn convince Gail a trasformare l'evento in un matrimonio. Genevieve si fa una nuova amica, e Marisol tenta di recuperare il rapporto con Peter. Nel frattempo, Carmen e Daniela si trovano in una situazione pericolosa. Grazie a un video con delle confessioni di Peri, Rosie scopre tutta la verità sull'omicidio, e decide di incastrare il colpevole.